# Plagiopholis blakewayi
Espèce
Synonymes
- Oligodon kunmingensis Kou & Wu, 1993
- Plagiopholis unipostocularis Zhao, Jiang & Huang, 1978

Statut de conservation UICN

 LC  : Préoccupation mineure
Plagiopholis blakewayi est une espèce de serpents de la famille des Pseudoxenodontidae. 

## Répartition
Cette espèce se rencontre, :
- en Birmanie dans les États Shan et Kachin;
- dans le sud-ouest de la Chine, dans les provinces du Guizhou, du Sichuan et du Yunnan ;
- dans le nord-ouest de la Thaïlande dans la province de Chiang Mai.

Elle est présente au-dessus de 1 300 m d'altitude.

## Description
Dans sa description Boulenger indique que le spécimen en sa possession mesure 245 mm dont 30 mm pour la queue. Son dos est brun violacé foncé et présente deux séries de petites taches noires. Ses flancs sont gris et sa face ventrale blanchâtre tachetée de brun.

## Taxinomie
L'espèce Plagiopholis unipostocularis a été placée en synonymie avec Plagiopholis blakewayi par Zhong, Chen, Liu, Zhu, Peng et Guo en 2015.

## Étymologie
Son nom d'espèce, blakewayi, lui a été donné en l'honneur du lieutenant Blakeway qui a collecté le spécimen étudié à environ 1 650 m d'altitude.

## Publications originales
- Boulenger, 1893 : Catalogue of the Snakes in the British Museum (Natural History), vol. 1, p. 1-448 (texte intégral).
- Kou & Wu, 1993 : A new species of Oligodon from Yunnan (Serpentes: Colubridae). Acta Zootaxonomica Sinica, vol. 18, no 3, p. 379-381.